# Michele Molese
Michele Molese (Nova York, 29 d'agost de 1928 - Broni, Llombardia, 5 de juliol de 1989) va ser un tenor nord-americà naturalitzat italià.
Nascut als Estats Units de pares italians que havien emigrat de Basilicata, va arribar a Itàlia el 1952. Va fer el seu debut a Milà el 1957 al Teatro Nuovo en el paper d'Arlequí a Pagliacci de Ruggero Leoncavallo. La seva veu es va anar desenvolupant i perfeccionant durant la seva carrera cosa que li va permetre fer front a tot el repertori líric i líric spinto. Va interpretar Werther de Jules Massenet al Teatro alla Scala de Milà. Va cantar dotzenes de vegades Els contes de Hoffmann de Jacques Offenbach i La traviata de Verdi. Va actuar en els principals teatres italians i internacionals, entre ells al Gran Teatre del Liceu. Durant dues dècades, va ser sempre present a la New York City Opera. Entre els enregistraments cal destacar: Il trovatore, Mireille i Faust amb la soprano Beverly Sills, Il giuramento, amb la soprano Teresa Zylis-Gara, Manon Lescaut amb la soprano Virginia Zeani, Sakuntala per Franco Alfano amb l'Orquestra de la RAI i un recital d'àries de Verdi. Va morir d'un atac al cor.